# Trimorphodon
Trimorphodon är ett släkte av ormar. Trimorphodon ingår i familjen snokar.
Arterna är med en längd upp till en meter medelstora och ganska smala ormar. De förekommer i Nord- och Centralamerika. Individerna vistas i torra landskap med buskar. De gömmer sig ofta bakom stenar. Dessa ormar jagar främst ödlor och ibland andra ormar eller fladdermöss samt andra små däggdjur. Honor lägger ägg.
Huggtänderna sitter längre bak i käken och bettet orsakar inga allvarliga besvär hos människor.
Arter enligt Catalogue of Life:
- Trimorphodon biscutatus
- Trimorphodon tau

The Reptile Database listar dessutom följande arter:
- Trimorphodon lambda
- Trimorphodon lyrophanes
- Trimorphodon paucimaculatus
- Trimorphodon quadruplex
- Trimorphodon vilkinsonii